# Dargeia
Dargeia is een geslacht van vlinders uit de familie spanners (Geometridae).
De typesoort van het geslacht is Dargeia micheleae Herbulot, 1977

## Soorten
- Dargeia micheleae